# Stade Al Inbiaâte

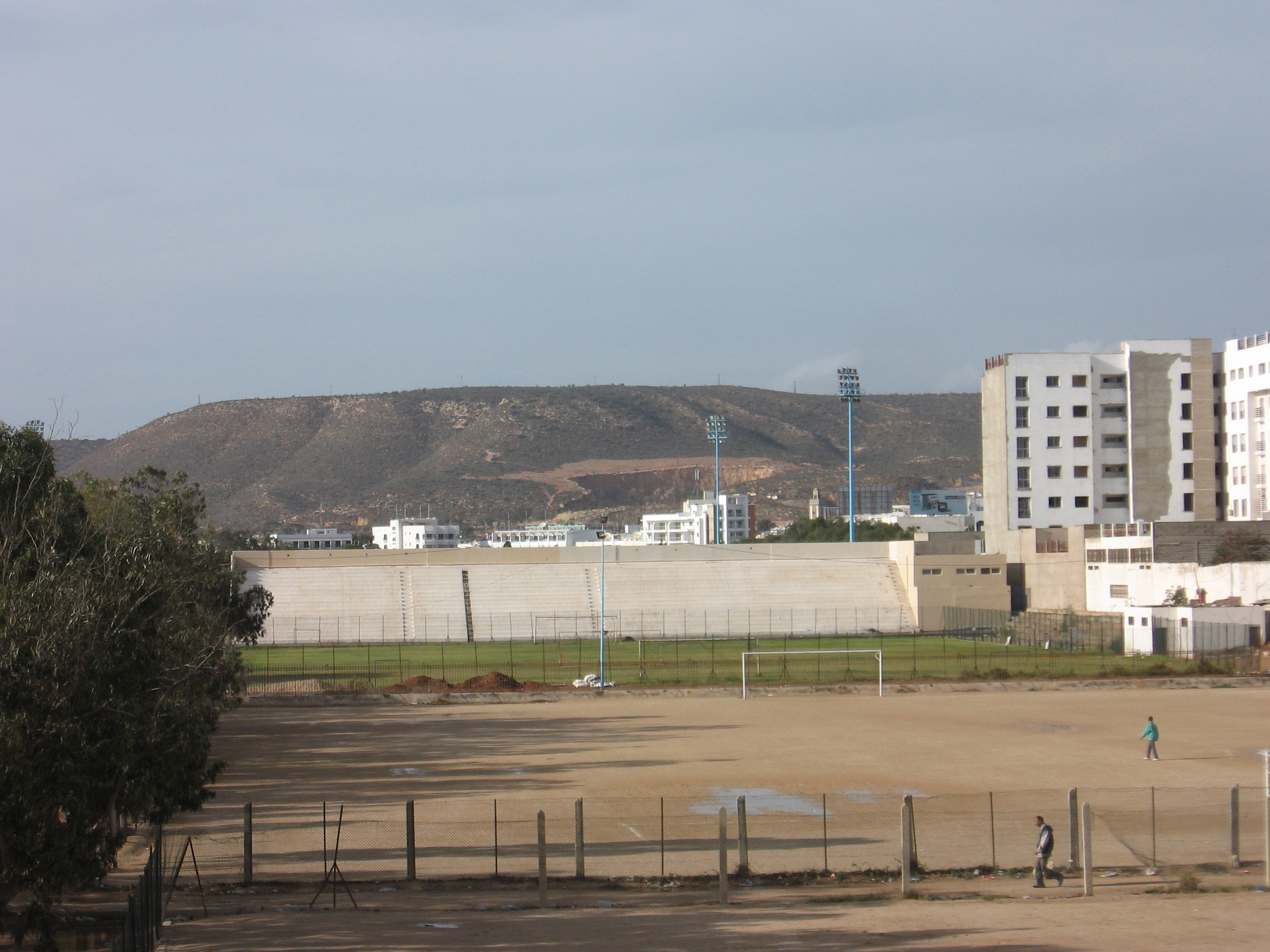
Buitenzijde van het stadion

Stade Al Inbiaâte is een stadion in het centrum van Agadir, Marokko. Het wordt overwegend gebruikt voor voetbalwedstrijden en was de thuisbasis van voetbalclub Hassania Agadir. De capaciteit van het stadion is ongeveer 15.000. Het stadion werd vervangen door het grotere Stade Adrar in 2009/2010.